# Promethes philippinensis
Promethes philippinensis là một loài tò vò trong họ Ichneumonidae.